# Iuri Vlàssov
Iuri Vlàssov   (Makíïvka, 5 de desembre de 1935 - Moscou, 13 de febrer de 2021), nom complet amb patronímic Iuri Petróvitx Vlàssov, rus: Юрий Петрович Власов, fou un atleta d'halterofília de pes pesat, escriptor i polític rus. Va competir als Jocs Olímpics de 1960 i 1964 i va guanyar una medalla d'or el 1960 i una de plata el 1964; en ambdós jocs, va ser l'abanderat olímpic de la Unió Soviètica. Durant la seua carrera, Vlasov va guanyar quatre títols mundials i va establir 31 rècords mundials ratificats. Es va jubilar el 1968 i es va convertir en un destacat escriptor i posteriorment polític. Va ser membre del Congrés dels Diputats Populars de la Unió Soviètica (1989) i després de la Duma Estatal Russa (1993) i va participar en les eleccions presidencials russes de 1996.
Iuri va nàixer a Makíivka, RSS d'Ucraïna, a la família de Piotr Vlàssov (1905–1953), periodista militar i agent de la Komintern, i Maria Danilovna Vlasova (de soltera Limar), cosacs de Kuban. El seu pare va treballar com a cònsol general a Xangai i després com a ambaixador a Birmània. Els dos pares van nàixer a Rússia.
Iuri va estudiar a l'escola militar Saràtov Suvorov (1946–1953), després a l'Acadèmia de la Força Aèria Jukovski a Moscou, de la qual es va graduar amb honors el 1959. L'any 1956, mentre estudiava a l'Acadèmia es va interessar per l'aixecament de peses, es va incorporar a la societat esportiva de les Forces Armades i aviat es va convertir en Mestre de l'Esport de l'URSS (1957). Es va fer notar el 1958 quan va acabar tercer als campionats de la Unió Soviètica. Entre el 1959 i el 1963 va guanyar totes les competicions en què va participar, amb un gran èxit als Jocs Olímpics d'estiu de Roma 1960 on va establir tres rècords mundials i es va convertir en el primer home a fer en dos temps més de 200. kg (202,5). Va ser proclamat el millor esportista dels Jocs Olímpics de 1960 i "l'home més fort del planeta". Anant en contra dels estereotips relacionats amb l'alçament de pes, se'l considerava un intel·lectual.
Als Jocs Olímpics d'estiu de 1964 va acabar segon, després d'un altre halterofil soviètic, Leonid Jabotinski. Vlàssov va batre rècords mundials als Jocs Olímpics de 1964 i pretenia retirar-se de les competicions amb la medalla d'or. Va quedar amargament decebut pels trucs tàctics jugats per Jabotinski durant l'últim esdeveniment, que considerava deshonest: Zhabotinsky va fallar intencionadament el seu segon intent, i va parlar i es va comportar com si no competiria per la medalla d'or. En realitat, Jabotinsky només es va posicionar darrere de Vlàssov, que va començar l'esdeveniment primer, i en el seu últim intent ordenaria (i alçaria) qualsevol pes necessari per a guanyar la competició general.
Tot i que Vlàssov va anunciar la seua retirada després dels Jocs Olímpics de 1964, va reprendre l'entrenament de primer nivell el 1966 per motius econòmics. Va establir el seu darrer rècord mundial el 15 de maig de 1967, amb un pressing de 199 kg, pel qual va rebre 850 rubles. Vlasov es va retirar de les competicions sènior el juny de 1968. Al voltant de la mateixa època també es va retirar de l'exèrcit soviètic, on va treballar com a instructor esportiu. Tenia el rang de capità. El 1969, mentre donava una conferència a Noruega, se li va demanar que alçara 200 kg, que va fer fàcilment malgrat un any d'interrupció a l'entrenament.
Arnold Schwarzenegger, set vegades Mr. Olympia, va considerar a Vlasov com una de les principals motivacions per a la seua carrera com a culturista i home fort. Es van conéixer per primera vegada als Campionats del Món de 1961 a Viena quan Schwarzenegger només tenia 14 anys. Vlasov no va recordar el que li va dir a Schwarzenegger aleshores, però va recordar que estava emocionat després de guanyar els campionats i va animar Schwarzenegger a continuar amb l'entrenament de força. El 1988, mentre filmava Red Heat a Moscou, Schwarzenegger va insistir a conèixer Vlasov, que aleshores havia caigut en desgràcia amb els líders soviètics, i li va donar la seua fotografia dedicada "Al meu ídol Iuri Vlasov".